# Kamerun a 2000. évi nyári olimpiai játékokon
Kamerun az ausztráliai Sydneyben megrendezett 2000. évi nyári olimpiai játékok egyik részt vevő nemzete volt. Az országot az olimpián 5 sportágban 15 sportoló képviselte, akik összesen 1 érmet szereztek.

## Érmesek
| Érem  | Versenyző | Sportág    | Versenyszám |
| ----- | --- | ---------- | ----------- |
| Arany | Nemzeti válogatott Patrice Abanda Nicolas Alnoudji Clement Beaud Daniel Bekono Serge Branco Joel Epalle Lauren Etame Mayer Samuel Eto’o Idriss Carlos Kameni Modeste M’bami Patrick M'Boma Albert Meyong Serge Mimpo Daniel Ngom Kome Aaron Nguimbat Geremi Njitap Patrick Suffo Pierre Womé | Labdarúgás | Férfi       |

## Atlétika
Férfi
| Versenyző                                                              | Versenyszám     | Előfutam | Előfutam | Előfutam | Negyeddöntő | Negyeddöntő | Negyeddöntő | Elődöntő | Elődöntő | Elődöntő | Döntő   | Döntő    |
| Versenyző                                                              | Versenyszám     | Idő      | Hely.    | Össz.    | Idő         | Hely.       | Össz.       | Idő      | Hely.    | Össz.    | Idő     | Helyezés |
| ---------------------------------------------------------------------- | --------------- | -------- | -------- | -------- | ----------- | ----------- | ----------- | -------- | -------- | -------- | ------- | -------- |
| Serge Bengono, II                                                      | 100 m           | 10,35    | 2.       | 20.****  | 10,46       | 7.          | 34.         | kiesett  | kiesett  | kiesett  | kiesett | kiesett  |
| Joseph Batangdon                                                       | 100 m           | 10,45    | 3.       | 42.***   | 10,52       | 9.          | 37.         | kiesett  | kiesett  | kiesett  | kiesett | kiesett  |
| Joseph Batangdon                                                       | 200 m           | 20,70    | 2.       | 13.*     | 20,55       | 5.          | 17.         | kiesett  | kiesett  | kiesett  | kiesett | kiesett  |
| Alfred Moussambani Serge Bengono, II Joseph Batangdon Benjamin Sirimou | 4 × 100 m váltó | 39,62    | 5.       | 24.      |             |             |             | kiesett  | kiesett  | kiesett  | kiesett | kiesett  |

Női
| Versenyző                                                           | Versenyszám     | Előfutam | Előfutam | Előfutam | Negyeddöntő | Negyeddöntő | Negyeddöntő | Elődöntő | Elődöntő | Elődöntő | Döntő   | Döntő    |
| Versenyző                                                           | Versenyszám     | Idő      | Hely.    | Össz.    | Idő         | Hely.       | Össz.       | Idő      | Hely.    | Össz.    | Idő     | Helyezés |
| ------------------------------------------------------------------- | --------------- | -------- | -------- | -------- | ----------- | ----------- | ----------- | -------- | -------- | -------- | ------- | -------- |
| Myriam Mani                                                         | 100 m           | 11,24    | 2.       | 8.*      | 11,23       | 3.          | 10.*        | 11,40    | 6.       | 12.      | kiesett | kiesett  |
| Myriam Mani                                                         | 200 m           | 22,68    | 1.       | 4.       | 22,88       | 2.          | 9.          | 23,47    | 7.       | 15.      | kiesett | kiesett  |
| Claudine Komgang                                                    | 400 m           | 51,74    | 3.       | 8.       | 51,57       | 5.          | 16.         | kiesett  | kiesett  | kiesett  | kiesett | kiesett  |
| Mireille Nguimgo                                                    | 400 m           | 51,88    | 2.       | 14.*     | 51,08       | 4.          | 12.         | 52,03    | 7.       | 14.      | kiesett | kiesett  |
| Esther Mvondo Anne-Marie Mouri-Nkeng Carine Eyenga Françoise Mbango | 4 × 100 m váltó | 45,82    | 7.       | 24.      |             |             |             | kiesett  | kiesett  | kiesett  | kiesett | kiesett  |

| Versenyző        | Versenyszám | Selejtező | Selejtező | Döntő    | Döntő    |
| Versenyző        | Versenyszám | Eredmény  | Helyezés  | Eredmény | Helyezés |
| ---------------- | ----------- | --------- | --------- | -------- | -------- |
| Françoise Mbango | Hármasugrás | 14,13 m   | 11.       | 13,53 m  | 10.      |

* - egy másik versenyzővel azonos eredményt ért el

*** - három másik versenyzővel azonos eredményt ért el

**** - négy másik versenyzővel azonos eredményt ért el

## Cselgáncs
Férfi
| Versenyző            | Versenyszám | Selejtező         | 32-es főtábla                   | Nyolcaddöntő      | Negyeddöntő       | Elődöntő          | Vigaszág első kör | Vigaszág negyeddöntő | Vigaszág elődöntő | Bronz- mérkőzés   | Döntő             | Helyezés    |
| Versenyző            | Versenyszám | Ellenfél Eredmény | Ellenfél Eredmény               | Ellenfél Eredmény | Ellenfél Eredmény | Ellenfél Eredmény | Ellenfél Eredmény | Ellenfél Eredmény    | Ellenfél Eredmény | Ellenfél Eredmény | Ellenfél Eredmény | Helyezés    |
| -------------------- | ----------- | ----------------- | ------------------------------- | ----------------- | ----------------- | ----------------- | ----------------- | -------------------- | ----------------- | ----------------- | ----------------- | ----------- |
| Jean-Claude Cameroun | Harmatsúly  |                   | Ivan Baglajev (KAZ) · 0011-1000 | kiesett           | kiesett           | kiesett           |                   |                      |                   |                   |                   | helyezetlen |

Női
| Versenyző           | Versenyszám | Selejtező                          | Nyolcaddöntő                  | Negyeddöntő       | Elődöntő          | Vigaszág első kör                    | Vigaszág negyeddöntő | Vigaszág elődöntő | Bronz- mérkőzés   | Döntő             | Helyezés    |
| Versenyző           | Versenyszám | Ellenfél Eredmény                  | Ellenfél Eredmény             | Ellenfél Eredmény | Ellenfél Eredmény | Ellenfél Eredmény                    | Ellenfél Eredmény    | Ellenfél Eredmény | Ellenfél Eredmény | Ellenfél Eredmény | Helyezés    |
| ------------------- | ----------- | ---------------------------------- | ----------------------------- | ----------------- | ----------------- | ------------------------------------ | -------------------- | ----------------- | ----------------- | ----------------- | ----------- |
| Judith Esseng Abolo | Harmatsúly  | Laetitia Tignola (FRA) · 0000-1000 | kiesett                       | kiesett           | kiesett           |                                      |                      |                   |                   |                   | helyezetlen |
| Françoise Nguele    | Könnyűsúly  |                                    | Pekli Mária (AUS) · 0000-0010 |                   |                   | Zülfiyyə Hüseynova (AZE) · 0011-1000 | kiesett              | kiesett           | kiesett           |                   | 13.         |

## Labdarúgás

### Férfi
| Kameruni férfi labdarúgócsapat-játékoskeret | Kameruni férfi labdarúgócsapat-játékoskeret |
| --- | --- |
| - Patrice Abanda - Nicolas Alnoudji - Clément Beaud - Daniel Bekono - Serge Branco - Idriss Carlos Kameni - Joël Epalle - Lauren Etame Mayer - Samuel Eto’o | - Modeste M’bami - Patrick M’Boma - Albert Meyong Ze - Serge Mimpo - Daniel Ngom Kome - Aaron Nguimbat - Geremi Njitap - Patrick Suffo - Pierre Womé |

#### Eredmények
Csoportkör
C csoport
| Csapat                 | M | Gy | D | V | Rg | Kg | Gk | P |
| ---------------------- | - | -- | - | - | -- | -- | -- | - |
| Egyesült Államok (USA) | 3 | 1  | 2 | 0 | 6  | 4  | +2 | 5 |
| Kamerun (CMR)          | 3 | 1  | 2 | 0 | 5  | 4  | +1 | 5 |
| Kuvait (KUW)           | 3 | 1  | 0 | 2 | 6  | 8  | –2 | 3 |
| Csehország (CZE)       | 3 | 0  | 2 | 1 | 5  | 6  | –1 | 2 |

| 2000. szeptember 13. 19:00 |

| Kamerun (CMR)                      | 3–2               | Kuvait (KUW)               |
| ---------------------------------- | ----------------- | -------------------------- |
| Alnoudji 37' M’Boma 76' Lauren 86' | (1–0) Jegyzőkönyv | el-Mutairi 63' Mubárak 88' |

| Brisbane Cricket Ground, Brisbane Nézőszám: 26 730 Játékvezető: Bruce Grimshaw (új-zélandi) |

| 2000. szeptember 16. 20:00 |

| Egyesült Államok (USA) | 1–1               | Kamerun (CMR) |
| ---------------------- | ----------------- | ------------- |
| Vagenas 64'            | (0–1) Jegyzőkönyv | M’Boma 16'    |

| Bruce Stadium, Canberra Nézőszám: 22 379 Játékvezető: Mario Sanchez Yanten (chilei) |

| 2000. szeptember 19. 20:00 |

| Csehország (CZE) | 1–1               | Kamerun (CMR) |
| ---------------- | ----------------- | ------------- |
| Lu. Došek 53'    | (0–1) Jegyzőkönyv | Lauren 24'    |

| Brisbane Cricket Ground, Brisbane Nézőszám: 23 442 Játékvezető: Simon Micallef (ausztrál) |

Negyeddöntő
| 2000. szeptember 23. 19:00 |

| Brazília (BRA)   | 1–2 (h. u.)                 | Kamerun (CMR)          |
| ---------------- | --------------------------- | ---------------------- |
| Ronaldinho 90+4' | (0–1, 1–1, 1–1) Jegyzőkönyv | M’Boma 17' M’Bami 113' |

| Brisbane Cricket Ground, Brisbane Nézőszám: 37 332 Játékvezető: Herbert Fandel (német) |

Elődöntő
| 2000. szeptember 26. 21:00 |

| Chile (CHI)        | 1–2               | Kamerun (CMR)                    |
| ------------------ | ----------------- | -------------------------------- |
| Abanda 78' (öngól) | (0–0) Jegyzőkönyv | M’Boma 84' Lauren 89' (11-esből) |

| Melbourne Cricket Ground, Melbourne Nézőszám: 64 338 Játékvezető: Stéphane Bré (francia) |

Döntő
| 2000. szeptember 30. 12:00 |

| Kamerun (CMR)                   | 2–2 (h. u.)                 | Spanyolország (ESP)          |
| ------------------------------- | --------------------------- | ---------------------------- |
| Amaya 53' (öngól) Eto’o 58'     | (0–2, 2–2, 2–2) Jegyzőkönyv | Xavi 2' Gabri 45+2'          |
| Büntetőpárbaj                   |                             |                              |
| M’Boma Eto’o Njitap Lauren Wome | 5–3                         | Xavi Capdevila Amaya Albelda |

| Olympic Stadium, Sydney Nézőszám: 104 098 Játékvezető: Felipe Ramos (mexikói) |

| Csapat        | Helyezés |
| ------------- | -------- |
| Kamerun (CMR) |          |

## Ökölvívás
| Versenyző       | Versenyszám   | Selejtező                         | Nyolcaddöntő      | Negyeddöntő       | Elődöntő          | Döntő             | Helyezés |
| Versenyző       | Versenyszám   | Ellenfél Eredmény                 | Ellenfél Eredmény | Ellenfél Eredmény | Ellenfél Eredmény | Ellenfél Eredmény | Helyezés |
| --------------- | ------------- | --------------------------------- | ----------------- | ----------------- | ----------------- | ----------------- | -------- |
| Herman Ngoudjo  | Harmatsúly    | Taalajbek Kadiralijev (KGZ) · TKO | kiesett           | kiesett           | kiesett           | kiesett           | 17.      |
| Sakio Bika Mbah | Nagyváltósúly | Scott MacIntosh (CAN) · 5-8       | kiesett           | kiesett           | kiesett           | kiesett           | 17.      |